# Platylabus sphageti
Platylabus sphageti är en stekelart som beskrevs av Heinrich 1971. Platylabus sphageti ingår i släktet Platylabus och familjen brokparasitsteklar. Inga underarter finns listade i Catalogue of Life.